# Dickless Tracy
Dickless Tracy so slovenska death metal/grindcore skupina, ustanovljena v Brežicah leta 1997. Doslej so izdali štiri albume, en EP in devet splitov. Glavnino skupine sestavljata brata Ivan in Tomi Cepanec, edina preostala originalna člana zasedbe, ob številnih zamenjavah postave pa je trenutno v sedanji zasedbi še Jernej Rejc na bas kitari. Dickless Tracy (ki v angleškem slengu pomeni "policistka") veljajo za eno izmed slovenskih metal skupin z najdaljšim stažem in skupaj z Extreme Smoke 57 tvorijo slovensko old grind sceno.

## Zgodovina
Skupina je nastala leta 1997 v Brežicah. Že naslednje leto so izdali dva splita, leta 1999 pa je v samozaložbi izšel prvenec The New Domination, založila ga je Jedi Govna Tapes. Po dveh letih in še treh izdanih splitih je leta 2001 na vrsto prišel drugi studijski album Of Light and Darkness. Njihov prvi in hkrati edini EP je izšel leta 2006 z naslovom Deeds of Grind (Live in Brezice 2006). Tretji album polne dolžine, Halls of Sickness, je izšel leta 2009 v založbi On Parole Productions. Do leta 2014, ko pri isti založbi izdajo četrti album Paroxysm of Disgust, so izšli še štirje spliti, leta 2011 tudi s prvo slovensko grindcore skupino Extreme Smoke 57. Po letu 2014 niso izdali nobenega splita več, saj po besedah Tomija Cepanca to ni več "in".

## Zvrst glasbe
Skupina igra mešanico death metala in grindcora, a se ne želijo nasilno klasificirati pod točno določene žanre. Ivan Cepanec je v intervjuju za spletni časopis Rockonnet povedal: "Grind pri Dickless Tracy ni pomenil nujno grind estetiko, temveč je grind polje svobode, mešanja, preizkušanja. Mi smo poznali smernice, ki so jih v devetdesetih prek izmenjave kaset in fanzinov predstavljali bendi. Takrat so se začele formirati oznake, kot so grind, crust, power violence, grindcore, japanese HC »don’t call it Japa core!«, nato je bil tu noisecore in vse, kar je imelo core oznako je bilo kul, le da je hitro, kratko, ostro in udarno. Kot bi rekel Rio iz Desinence Mortification- kratko in nejasno! To je bilo to! Zakaj bi delal komad, ki je narejen po minutaži in formi kot komad, ki ga lahko slišiš vsak dan."

## Člani skupine
Sedanja zasedba
- Tomi Cepanec – vokal (2004–sedaj), kitara (1997–sedaj)
- Jernej Rejc – bas kitara (2015–sedaj);
- Ivan Cepanec – bobni (1997–sedaj);

Nekdanji člani
- Veljko "Gooyda" Terzić – vokal (1997–2004)
- Dejan "DJ" Jordan – bas kitara (1998–2002);
- Milenko "Ante" Antic – kitara (1999);
- Jernej "Agee" Agrež – kitara (2002–2004)
- Vasja "Bassko" Šinko – bas kitara (2004–2006);
- Luka "Wrba" Vrbančić – bas kitara (2006–2010);
- Jean-Sebastien Imbeau – kitara (2006)
- Matej Hočevar – kitara (2006–2007);
- Andrej "L' Püss" Šepec – bobni (2010–2015);
- Domen "Juve" Majcen - bas kitara (2011–2015);

## Diskografija
Studijski albumi
- The New Domination (1998)
- Of Light and Darkness (2001)
- Halls of Sickness (2009)
- Paroxysm of Disgust (2014)

Spliti
- Dickless Tracy / Flaster of Disaster (1998)
- Politicians Are... Stupid Assholes! Vol. 2 (1998)
- Senseless / Dickless Tracy (2000)
- Live at Brutality Has No Boundaries Festival '99 (2000)
- Terror Machine / Untitled (2001)
- Rape Tape (2010)
- True vs. Dickless Tracy (2010)
- 4-Way Split Fetus (2010)
- Extreme Smoke 57 / Dickless Tracy (2011)

EP
- Deeds of Grind (Live in Brezice 2006)